# Дерек Дей
Дерек Дей (англ. Derek Day; 29 листопада 1927 — 7 березня 2015) — британський хокеїст на траві.
Бронзовий призер Олімпійських Ігор 1952 року.